# Eder
L'Eder (fino all'inizio del XX secolo denominato anche Edder) è, con i suoi 176 km di corso, il più lungo ed importante degli affluenti della Fulda, nella quale sfocia alla sua sinistra orografica, nella Renania Settentrionale-Vestfalia e nell'Assia. L'affluente nasce nel Rothaargebirge, sull'Ederkopf, nei pressi di Benfe, sobborgo del comune di Erndtebrück nella regione del Wittgensteiner; scorre, fra l'altro, nel lago Edersee e sfocia ad Edermünde-Grifte, nella Fulda. 
Attraversa i circondari di Siegen-Wittgenstein, Waldeck-Frankenberg e Schwalm-Eder.

## Corso

### Sorgenti
La sorgente dell'Eder si trova nella zona sud-est della Renania Settentrionale-Vestfalia, nel circondario di Siegen-Wittgenstein e nella parte sud-orientale del gruppo montuoso del Rothaargebirge, sull'Ederkopf (648,8 m s.l.m.), ad una quota di 621 m s.l.m. Esso scende quindi in direzione nord-est.

### Corso superiore
L'Eder scorre inizialmente nella Renania Settentrionale-Vestfalia attraverso la regione di Wittgensteiner, nella quale essa passa inizialmente per Hilchenbach-Lützel, ove accoglie le acque del suo primo affluente, la Lützelbach e quindi attraversa Raumland, sobborgo di Bad Berleburg, da nord della quale proviene e vi si getta la Odeborn.
In Erndtebrück vi sfocia, proveniente da sud, la Benfe, dopo di che il fiume entra nell'Assia attraverso il circondario di Waldeck-Frankenberg. Dopo aver accolto le acque della Elsoff (Eder), attraversa il comune di Hatzfeld e si dirige a nord-est verso Battenberg.

### Medio corso
Sotto Battenberg, dove esce dai contrafforti sudorientali del Rothaargebirge, attraversa il territorio comunale di Allendorf, all'interno del quale riceve le acque della Linspher, dopo volge verso Frankenberg, ove vi si immette la Nemphe.
Nel sobborgo di Frankenberg, Schreufa, riceve le acque della Nuhne e presso Vöhl, un sobborgo di Ederbringhausen, riceve la Orke.
L'Eder entra quindi nel lago Edersee e attraversa il Parco Naturale Kellerwald-Edersee.

### Corso inferiore
Ad est della diga dell'Edersee l'Eder scorre in direzione est attraverso una gola, entra nel lago artificiale Affolderner e bagna alcuni sobborghi del comune di Edertal. Dopo aver ricevuto le acque della Wilde, attraversa la cosiddetta Porta Hassiaca, restringimento della valle tra Fritzlar e Büraberg, dopo di che la valle si allarga nel circondario dello Schwalm-Eder fino all'avvallamento dell'Assia, attraversando in questo tratto i territori comunali di Wabern e di Felsberg, oltre a quelli di Fritzlar e di Büraberg.
Sotto la collina Eckerich (Fritzlar) l'Eder scorre verso l'Elba e ad est-nordest di Wabern, tra Altenburg e Rhünda (frazioni di Felsberg), riceve le acque provenienti da sud della Schwalm, il suo maggior affluente (97 km di lunghezza). Da Felsberg, dopo il quale riceve l'affluente Ems, il fiume si dirige a nord e raggiunge il territorio comunale di Edermünde.

## Foce
A nord-est di Grifte, frazione di Edermünde, non lontano da Guxhagen, e solo a pochi chilometri a sud di Kassel, l'Eder sfocia nella Fulda, proveniente da sud-est. L'ultimo affluente che riceve prima di gettarsi nella Fulda è il Pilgerbach. Il dislivello superato dal fiume fra le sue sorgenti ed il punto di immissione nella Fulda è di 478 m.

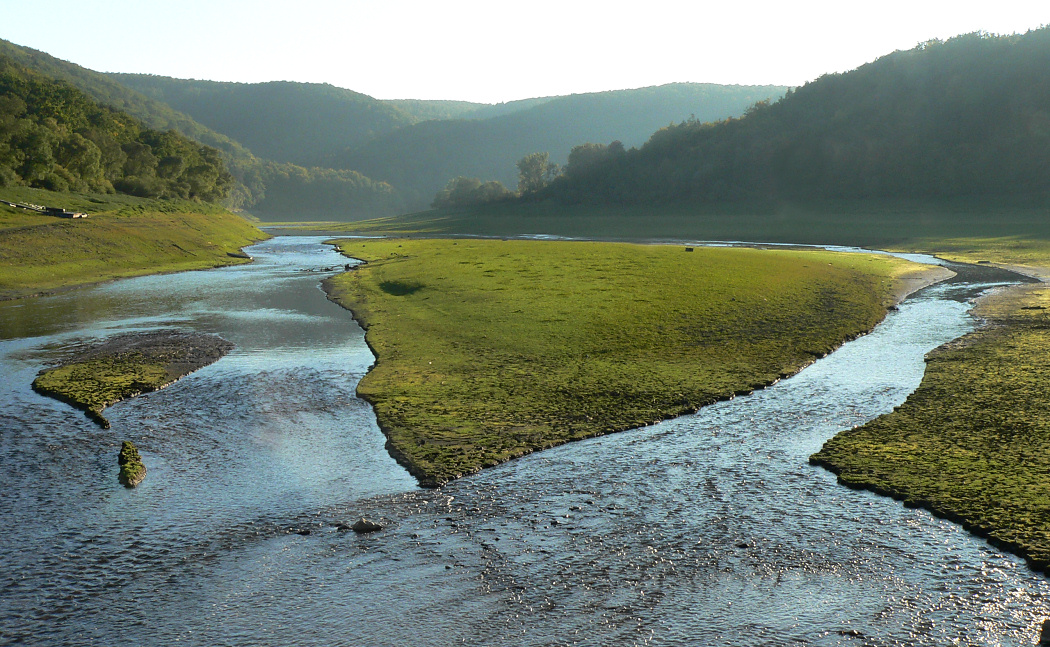
L'Eder nel lago Edersee nel periodo di magra
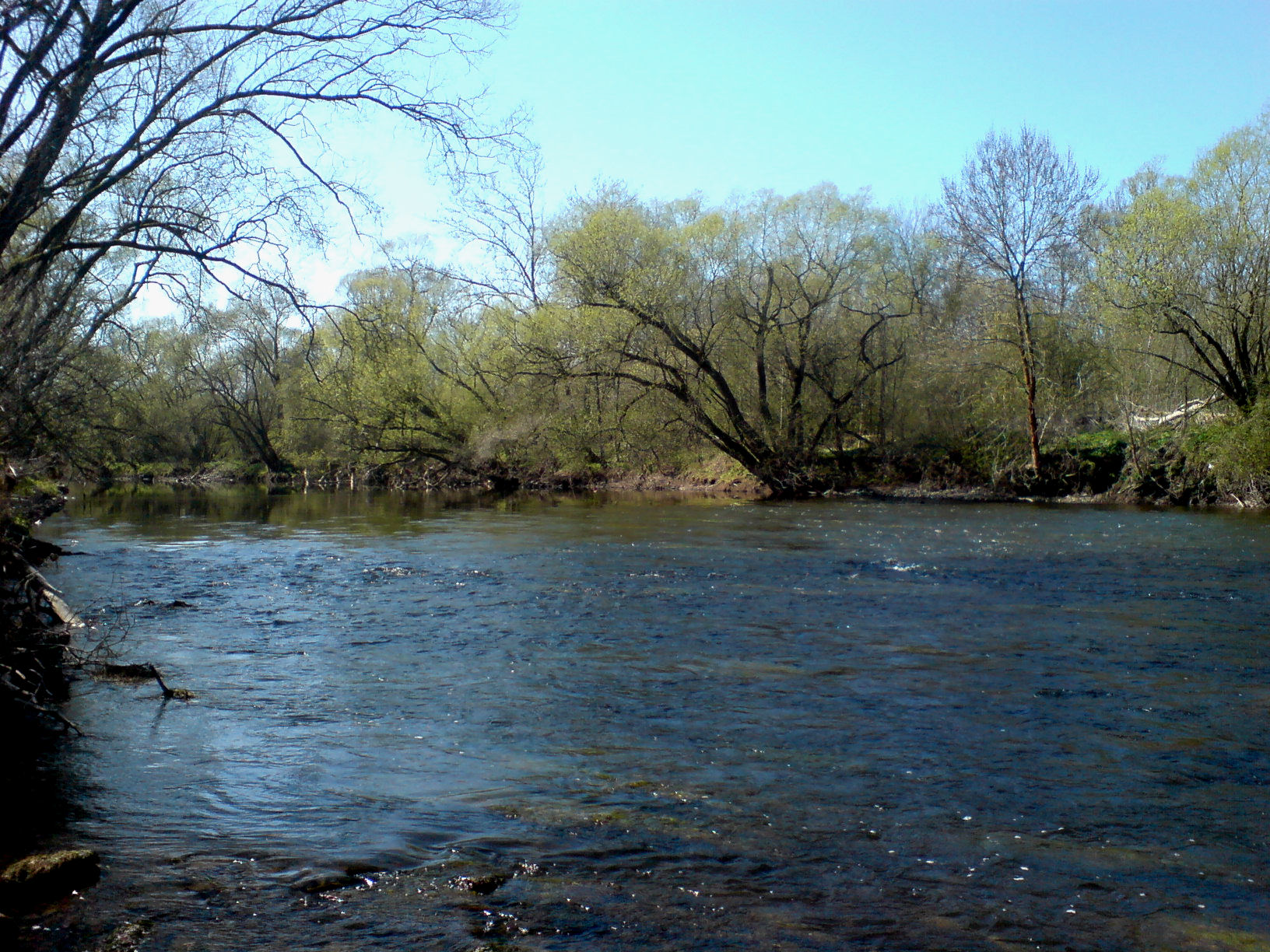
Boscaglia creata in area naturale protetta sulla riva opposta del fiume
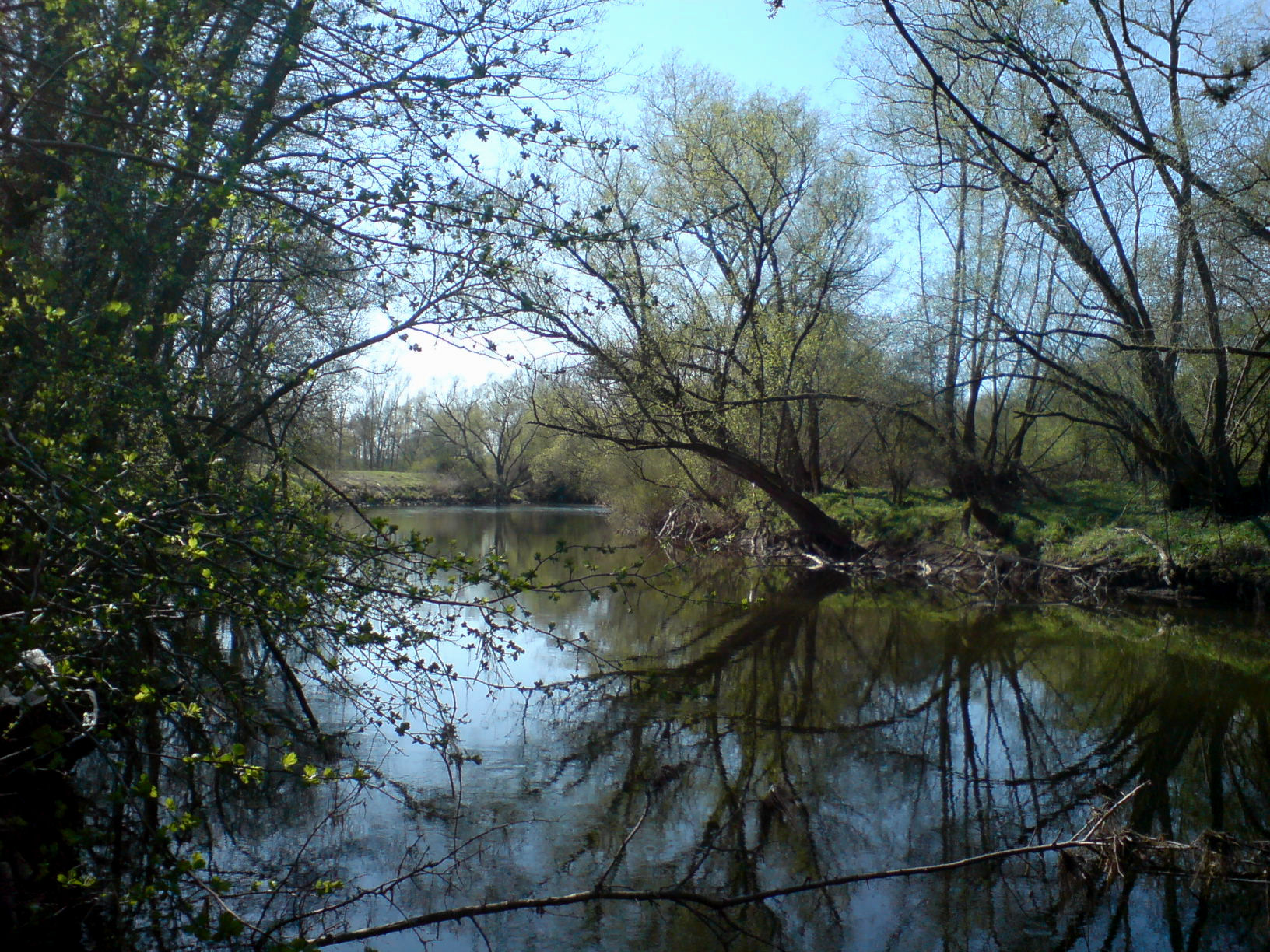
Profondo e lento tratto del fiume, che trasporta tronchi di alberi morti

## Bacino ed idrologia
Il bacino idrologico dell'Eder si estende per circa 3.362 km²: in questo senso esso è persino più ampia di quello del fiume di cui è tributario.
La portata media dell'Eder all'idrometro di Fritzlar è di 24,1 m³/s ma in quel punto il suo maggior affluente, la Schwalm, e la Ems non gli hanno ancora conferite le loro acque.
Il valore più basso della media è di 5,91 m³/s, quello più alto di 138 m³/s ma entrambi questi valori sono fortemente condizionati dal comportamento dello sbarramento a monte che ne altera i valori. L'11 marzo 1981 la portata raggiunse i 313 m³/s; dopo la distruzione della diga, conseguente al bombardamento operato dalla RAF durante la seconda guerra mondiale (17 marzo 1943) la portata a Fritzlar raggiunse i 3600 m³/s. All'idrometro di  Affoldern, sito subito a valle dello sbarramento, il 9 febbraio 1946 la portata raggiunse il valore di 770 m³/s.

## Storia
La Eder fu citata per la prima volta da Tacito nell'anno 15 d.C. come l'Adrana nella terra dei Catti, il cui attraversamento nei pressi della attuale Fritzlar consentì di respingere la forte resistenza dei Catti prima della distruzione della loro capitale Mattium.
Dopo lo sbocco del Goldbach presso Röddenau, sobborgo di Frankenberger è un fiume trasportatore di oro. I principali luoghi di estrazione del prezioso metallo si trovano lungo il corso del fiume al di sotto dello sbarramento della valle fra Affoldern e Fritzlar. L'Ordine Teutonico mise in funzione nel XIV secolo un impianto di lavaggio della sabbia aurifera sull'Eder presso Obermöllrich. Nel XVIII secolo con l'oro dell'Eder furono coniate monete, che oggi rappresentano una rarità per i collezionisti. Ancor oggi è possibile trovare pepite d'oro di 1 mm di diametro.

## Affluenti
Gli affluenti più importanti dell'Eder sono:
| Name              | Lage   | Länge [km] | Einzugsgebiet km² | Abfluss ( m²) [l/s] | Mündung auf Eder-km | Mündungshöhe [m. ü. NN] |  |
| ----------------- | ------ | ---------- | ----------------- | ------------------- | ------------------- | ----------------------- |  |
| Wähbach           | links  | 6          | 6,717             |                     | 6,9                 | 514                     |  |
| Benfe             | rechts | 11,2       | 19,446            |                     | 11,9                | 479                     |  |
| Elberndorfer Bach | links  | 9,0        | 10,733            |                     | 13,6                | 470                     |  |
| Röspe             | links  | 8,6        | 37,013            |                     | 17,7                | 450                     |  |
| Kappel            | links  | 7,3        | 27,443            |                     | 21,8                | 431                     |  |
| Preisdorf         | rechts | 6,0        | 8,506             |                     | 14,2                | 425                     |  |
| Trüfte            | links  | 9,7        | 16,576            |                     | 27,1                | 413                     |  |
| Altmühlbach       | rechts | 5,3        | 14,459            |                     | 27,9                | 410                     |  |
| Rinther Bach      | rechts | 6,1        | 9,12              |                     | 30,3                | 406                     |  |
| Odeborn           | links  | 21,2       | 85,064            |                     | 31,3                | 403                     |  |
| Grundbach         | rechts | 5,1        | 7,507             |                     | 33,1                | 399                     |  |
| Lützelsbach       | links  | 5,6        | 6,437             |                     | 34,8                | 395                     |  |
| Leisebach         | rechts | 4,6        | 12,375            |                     | 38,7                | 380                     |  |
| Arfe              | links  | 5,4        | 5,401             |                     | 39,6                | 377                     |  |
| Lindenhöferbach   | rechts | 4,1        | 12,034            | 189,8               | 48,9                | 349                     |  |
| Elsoff            | links  | 19,0       | 48,925            | 948,1               | 50,0                | 345                     |  |
| Eifaer Bach       | rechts | 4,5        | 7,211             | 103,3               | 54,2                | 342                     |  |
| Riedgraben        | links  | 7,6        | 11,319            | 173,4               | 69,0                | 305                     |  |
| Elbrighäuser Bach | links  | 10,8       | 17,768            | 321,3               | 70,5                | 301                     |  |
| Nitzelbach        | links  | 10,6       | 8,397             | 132,4               | 73,7                | 295                     |  |
| Linspherbach      | links  | 18,3       | 33,107            | 565,8               | 77,0                | 286                     |  |
| Hainerbach        | links  | 7,3        | 10,132            | 103,7               | 80,4                | 280                     |  |
| Goldbach          | links  | 9,5        | 13,838            | 155,8               | 84,5                | 273                     |  |
| Nemphe            | rechts | 14,2       | 38,383            | 293,5               | 86,9                | 270                     |  |
| Nuhne             | links  | 36,9       | 156,747           | 2.661,6             | 89,3                | 267                     |  |
| Lengelbach        | rechts | 11,4       | 25,848            | 209,9               | 96,3                | 255                     |  |
| Orke              | links  | 38,2       | 278,867           | 3.844,5             | 97,5                | 254                     |  |
| Lorfe             | rechts | 11,8       | 24,281            | 245,7               | 101,4               | 250                     |  |
| Itter*            | links  | 11,6       | 76,131            | 771,3               | 105,8               | 247                     |  |
| Aselbach*         | links  | 6,6        | 18,103            | 135,4               | 112,4               | 246                     |  |
| Banferbach*       | rechts | 7,2        | 16,383            | 213,9               | 115,2               | 245                     |  |
| Werbe*            | links  | 13,2       | 42,263            | 322,6               | 122,2               | 245                     |  |
| Reiherbach*       | links  | 7,4        | 27,322            | 188,9               | 122,3               | 245                     |  |
| Netze             | links  | 12,9       | 29,04             | 169,5               | 134,0               | 194                     |  |
| Wesebach          | rechts | 25,3       | 63,433            | 618,2               | 135,7               | 191                     |  |
| Wilde             | rechts | 17,1       | 51,868            | 471,4               | 140,6               | 183                     |  |
| Elbe              | links  | 33,7       | 123,47            | 731,3               | 146,2               | 174                     |  |
| Schwalm           | rechts | 97,1       | 1.298,783         | 9.044,5             | 159,5               | 158                     |  |
| Ems               | links  | 34,1       | 146,214           | 753,3               | 164,9               | 151                     |  |
| Pilgerbach        | links  | 8,8        | 25,593            | 102,2               | 175,5               | 145                     |  |

(*Edersee-Affluenti)

## Comuni
I seguenti comuni sono bagnati (direttamente o loro frazioni) dall'Eder:
| Corso superiore: nella Renania Settentrionale-Vestfalia: - Hilchenbach - Erndtebrück - Bad Berleburg in Assia (fino alla foce nella Fulda): - Hatzfeld (Eder) - Battenberg | Medio corso: - Allendorf - Burgwald - Frankenberg - Vöhl - Edertal - Waldeck - Edertal | Corso inferiore: - Edertal - Bad Wildungen - Fritzlar - Wabern - Felsberg - Guxhagen - Edermünde |